# Културна ризница Србије
Културна ризница Србије је књига коју је саставио Јован Јанићијевић, објављена 1996. године у издању Идее, Војске и Добротвора из Београда, Православне речи из Новог Сада, Каироса из Сремских Карловца и Градине из Ниша.

## Аутори текстова и фотографија
- Аутори текстова у зборнику су:[1]
  - Бранко Вујовић,
  - Јован Јанићијевић,
  - Миодраг Јовановић,
  - Никола Кусовац,
  - Милош Немањић,
  - Никола Пантелић,
  - Драгослав Срејовић, и
  - Радомир Станић.
- Аутори мањих прилога су:[1]
  - Бранка Иванић,
  - Љубица Миљковић, и
  - Милица Михаиловић.
- Аутор фотографијаје:[1]
  - Марлис Вујовић.

## О књизи
Културна ризница Србије је обимна, богато илустрована књига, и представља наслеђе, историју и културу Србије у трајању од праисторијског раздобља до данас.
Зборник је капиталан пројекат посвећен различитим аспектима историјске и савремене стварности, а за њен настанак је укључено велики број компетентних стручњака за различите области. Садржи речник, библиографију и регистр.
Културна ризница Србије може да послужи као поуздан, стручан водич у богату стварност наслеђа и савремености Србије.